# The Edge of Love
The Edge of Love (bra: Amor Extremo; prt: No Limite do Amor) é um filme britânico de 2008, do gênero drama romântico-biográfico-marcial, dirigido por John Maybury com roteiro de Sharman Macdonald e banda sonora de Angelo Badalamenti.
Trata-se de uma cinebiografia romantizada do poeta Dylan Thomas, considerado um dos maiores do século 20 da língua inglesa. Apesar de ter morrido com apenas 39 anos, deixou um legado poético que influenciou toda uma geração de escritores. Ambientado na Segunda Guerra Mundial, baseia-se de maneira displicente na obra de David N. Thomas e Rebekah Gilbertson Dylan Thomas: A Farm, Two Mansions and a Bungalow.[carece de fontes?]

## Sinopse
O filme gira em torno da complexa relação de amor e ódio entre o poeta Dylan, sua esposa Caitlin (Sienna Miller), a amiga de infância Vera Phillips (Keira Knightley) e o marido de Vera, William Killick (Cillian Murphy).[carece de fontes?]